# Рубен Папиан
Рубен Папиан (рођен 6. јуна 1962. у Јеревану, Јерменија) је иноватор и животни тренер. Он је творац јединствених метода самопобољшања.

## Биографија
Рубен Папиан је рођен у Јеревану, Јерменија . У Јерменији, Рубен је похађао Јеревански државни Универзитет за Архитектуру и Грађевинарство. Поред тога, био је заинтересован за сликарство и музику. Његова музичка каријера почела је када је имао 12 година. Рубен је оснивач, вођа и певач студентског рок бенда Олес који промовише прогресивне идеје.
1987. Рубен је позван да се пресели у Москву. Званичници Совјетског Савеза ценили су његове способности енергетског лечења. Током времена које је провео у Москви, развио је нове методе за повећање ефикасности и регенерације нервног система и функција ума. Свој рад је концентрисао на разумевање функционалности ума, јер је по њему то био кључ за решавање здравствених проблема. Развијен је метод под називом „Ментална корекција и комуникација“.
Године 1988. позван је да посети Југославију ради решавања одређеног здравственог проблема. После неколико посета, 1990. године Рубен се преселио у Београд, Југославију са породицом и основао „Центар за алтернативно лечење“ где је држао третмане за појединце, а и групне третмане. До 1993. године његово знање је било обогаћено разумевањем људске сложености што је довело до оснивања удружења за индивидуални хармонични развој „Златни корак”.
Године 1994. преселио се у Холандију, а до 1998. је наставио своју праксу енергетског лечења, водио различите курсеве, радио у међународној компанији као тренер преговарања за високи менаџмент.
Од 1998. до 2005. име Рубен Папиан постало је познато широм света. 2005. године „Златни корак” је пребачен у „Институт за езотерију и парапсихологију” у Београду, Југославија. Институт је нудио образовне програме као што су Лечење енергетском терапијом, ментална корекција и комуникација, и хармонични лични развој.
Рубен је 2004. године посветио своје време разумевању езотерије и скривених способности простора и материје, што је довело до изградње „Енергетске пирамиде“. За кратко време, Рубен је развио концепт протока енергије разумевајући основу мистичних моћи тих великих споменика који се могу наћи било где у свету. На самом почетку 2011. године „Институт за езотерију и парапсихологију Рубен Папиан“ у Београду, Србија је постао „покрет СФЕРА“.
Године 2011. написао је своју прву књигу "Како Желети" . Ова књига је у првом делу трансформационог серијала под називом „Књиге о суштини“. Књига је објављена у јуну 2013. Године 2015. написао је још две књиге под називом „Осећати” и „Размишљати”.
Рубенов животни рад усмерен је ка разумевању човека и његовог живота, а такође и ка помогању појединцима на њиховом путу ка успеху. Рубен је 2016. открио и систематизовао езотеричне могућности простора званог езо-кућа, који формира енергетска стања на основу индивидуалних менталних и емоционалних потреба.
Рубен је 2015. открио метафизичке способности дрвених ћелија што је довело до дизајна прве езо-гитаре „Леопард ”. „Имам систем за своју алхемију. Моји сарадници су такође алхемичари који размишљају исто као и ја. А наука је овде изузетно важна, она је суштина свега. Када кажем „езо“ мислим да сам открио могућност да манипулишем ефектима супстанце познате као етар. Звук није само звук, већ и начин на који се супстанца понаша. Ефекти свирања езо гитаре су простор испуњен специфичним звуком и човек испуњен тим звуком, који буди море инспиративних емоција. Езо гитара је проналазак у области забаве, где је једино битан ефекат на човека.” 
Током наредних година направљено је неколико серија гитара. 2017. године Папиан езо-гитаре су представљене на сајму Music China.
У јануару 2018. езо-гитаре су представљене на изложби NAMM у Лос Анђелесу. Детаљи колекција могу се прочитати на званичном сајту изложбе.
Рубенов најновији изум је езо суплемент под називом „Самопоуздање“. То је додатак који подиже ниво енергије, одлучност и повећава продуктивност и концентрацију.
2024. године у Београду оснива продукцијску кућу "Papi Music House" како би оживео старе и створио нове звезде.